# Coupe Memorial 1971
Navigation
Édition précédente Édition suivante
L'édition 1971 de la Coupe Memorial est présentée à Québec, dans la province de Québec. Gérée par l'Association canadienne de hockey amateur, elle regroupe les meilleures équipes de niveau junior à travers les ligues basée au Canada.

## Contexte
Il s'agit de la dernière année où les équipes prennent part au tournoi sous forme de finale, dès l'année suivante une ronde préliminaire est ajoutée de façon à inclure les trois équipes championnes au tournoi.
Une ronde dite demi-finale fut jouée entre les Remparts de Québec, champions de la LHJMQ et les Black Hawks de St-Catharines de l'AHO afin de déterminer l'équipe qui représentera l'est du pays au cours du tournoi qui voit s'affronter la meilleure équipe junior de l'est du Canada à celle de l'ouest.
Au cours de cette demi-finale, de violentes altercations éclatèrent entre les joueurs de St-Catharines et les supporters des Remparts au terme de la quatrième rencontre qui fut disputée au Colisée de Québec. Après avoir disputé la rencontre numéro cinq à domicile, St-Catharines refusa de retourner à Québec pour une sixième rencontre. Les Remparts remportèrent alors la série par forfait et accédèrent à la finale nationale. 

## Équipes participantes
- Les Remparts de Québec représentent la Ligue de hockey junior majeur du Québec.
- Les Oil Kings d'Edmonton représentent la Ligue de hockey de l'ouest du Canada.

### Ronde finale
Nota : la demi-finale était une série au meilleur de sept alors que la finale se voulait être au meilleur de trois.
|  | Demi-finale | Demi-finale                  | Demi-finale |  |  | Finale | Finale               | Finale |
|  |             |                              |             |  |  |        |                      |        |
|  |             |                              |             |  |  | LHOC   | Oil Kings d'Edmonton | 0      |
|  | AHO         | Black Hawks de St-Catharines | 2           |  |  | LHJMQ  | Remparts de Québec   | 2      |
|  | LHJMQ       | Remparts de Québec           | 3           |  |  |        |                      |        |

| Match | Vainqueur          | Résultat | Perdant              | Lieu              |
| ----- | ------------------ | -------- | -------------------- | ----------------- |
| 1     | Remparts de Québec | 5-1      | Oil Kings d'Edmonton | Colisée de Québec |
| 2     | Remparts de Québec | 5-2      | Oil Kings d'Edmonton | Colisée de Québec |

## Effectifs
Voici la liste des joueurs des Remparts de Québec, équipe championne du tournoi 1971 :
- Entraîneur : Maurice Filion
- Gardiens : Michel Deguise, Reynald Fortier et Serge Gaudreault.
- Défenseurs : Paul Dion, Jean Landry, Richard Perron, Pierre Roy, Jacques Trudel.
- Attaquants : Michel Brière, Charles Constantin, Pierre Duguay, Réjean Giroux, Richard Grenier, Yves Lacroix, Guy Lafleur, Jean Lamarre, René Lambert, Bill Landers, Jacques Locas, Jacques Richard, André Savard.